# Poison Asp
Poison Asp war eine deutsche Speed- und Thrash-Metal-Band aus Speyer, die im Jahr 1985 gegründet wurde und sich 1991 auflöste.

## Geschichte
Die Band wurde im Jahr 1984 gegründet. Es folgten die ersten Auftritte im Vorprogramm von Destruction und Rage sowie ein erstes Demo Schizoid Nightmares. Nachdem die Band im Jahr 1988 mit zwei Liedern auf dem Sampler German Metal Fighters
zu hören war, konnte die Band erstmals überregional Aufmerksamkeit erreichen. Die Band unterzeichnete einen Plattenvertrag und nahm die EP Beyond the Walls of Sleep auf. Da das Label vor Veröffentlichung der EP pleiteging, kam es zu keiner Veröffentlichung bei diesem. Auf mysteriöse Weise waren die ersten Weisspressungen und die Mutterplatte verschwunden, so dass die Aufnahmen der fünf Songs von einem Kassettenrecorder-Mitschnitt,
im Jahr 1990, auf Vinyl, selbst veröffentlicht wurden, wobei das Label Semaphore den Vertrieb übernahm. 1991 wurde bekannt, dass der Sänger/Gitarrist Tosse Basler mit Mitgliedern der Band Defender an einem neuen Projekt namens Scapegoat mitarbeitete, was das Ende für Poison Asp bedeutete.

## Stil
Laut thethrashmetalguide.com sei das Demo klassischer Speed Metal, während die EP Thrash Metal und die Geschwindigkeit der Lieder nicht mehr ganz so hoch sei. Das Spiel der E-Gitarren sei technisch anspruchsvoller, sodass die Musik vergleichbar mit dem Debütalbum der Schweizer Band Apocalypse oder den frühen Werken von Megadeth sei. Laut classicthrash.com biete die EP eine schwere Mischung aus Speed- und Thrash-Metal, wobei auch hier gelegentlich ein Megadeth-Einfluss gehört wurde. Laut Achim Karstens vom Metal Star spiele die Band auf der EP Speed Metal, wobei Lieder wie Euthanasia das Thema Sterbehilfe behandeln würden. Auf Schizoid Nightmares spiele die Band laut Jens Reimnitz und Frank Stöver von Horror Infernal Speed Metal, der etwas an die alten Werke von Helloween erinnern würde. Sie empfahlen den Kauf vor allem Fans von anspruchsvollem Speed- und Thrash-Metal.

## Diskografie
- 1985: Schizoid Nightmares (Demo, Eigenveröffentlichung)
- 1987: Listen to the Voices from the Vault (Video, Eigenveröffentlichung)
- 1990: Beyond the Walls of Sleep (EP, Eigenveröffentlichung / Semaphore (Vertrieb))